# یانن ویکرز
یانن ویکرز (انگلیسی: Janeene Vickers؛ زادهٔ october ۳, ۱۹۶۸ (۵۶ سال)) ورزشکار دو و میدانی اهل ایالات متحده آمریکا است.